# Nasz Głos Poznański
Nasz Głos Poznański – bezpłatny dwutygodnik regionalny wydawany w nakładzie 20 tys. egzemplarzy na terenie Poznania i powiatu poznańskiego oraz w gminie Opalenica w powiecie nowotomyskim i w gminie Duszniki w powiecie szamotulskim. Gazeta ma charakter publicystyczno-informacyjny i reklamowy, a jej tematyka obejmuje wydarzenia społeczne, polityczne, gospodarcze, kulturalne oraz sportowe w Poznaniu i jego okolicach. Istnieje także jej wydanie internetowe.
5 kwietnia 2013 Kapituła Konkursu Wielkopolskiego Oddziału Stowarzyszenia Dziennikarzy Polskich przyznała redakcji „Naszego Głosu Poznańskiego” tytuł Redakcja Roku.
16 grudnia 2014 roku wydawca i redaktor naczelny „Naszego Głosu Poznańskiego” Sławomir Lechna otrzymał Nagrodę Dziennikarską „Celne Pióro”.